# Fenyvesi Béla
Fenyvesi Béla (Kiskunhalas, 1955. december 12.) informatikus, zenész, tanár, a pécsi Szélkiáltó együttes alapító tagja.

## Életútja
Pécsett lakik, minden meghatározó gyermekkori és nagyon sok ifjúkori élménye Dombóvárhoz köti. 1962-1970 között a dombóvári Ének-Zenei Általános Iskolában végezte alapiskoláit. A Gőgös Ignác Gimnáziumban érettségizett 1974-ben. 1975-1979 periódusban a Pécsi Tanárképző Főiskolán népművelő-ének szakon diplomázott. 2007-ben szerzett diplomát a Pécsi Tudományegyetem művelődésszervező szakán.
1974-ben pécsi diáktársaival megalapította a Szélkiáltó együttest. Népművelő Dombóváron az 1979-1983 közti időszakban. 1984-től 1996-ig a pécsi DOZSO-ban népművelő, igazgatóhelyettes. 1996-tól 2012-ig Pécsi Kulturális Központ információiroda-vezető, informatikus. 2012-től Zsolnay Örökségkezelő Nonprofit KFT-nél informatikus.

### Családja
Felesége Szabó Ildikó, két gyermekük született: Kristóf (1979) irodalmár, kultúrakutató; Márton (1986) jazz-gitárművész, zeneszerző.

## Díjai, elismerései
- Dombóvár város díszpolgára – 2013
- Kígyós Sándor-díj – 2000
- Pécs város Pro Communitate-díj – 1999
- Csokonai-díj – 2004
- Magyar Arany Érdemkereszt – 2024[2]

## Kapcsolódó oldalak
- Dombóvár díszpolgárainak listája